# Montgralèis
Montgreleix és un municipi francès situat al departament de Cantal i a la regió d'Alvèrnia-Roine-Alps. L'any 2007 tenia 56 habitants.

## Demografia

### Població
El 2007 la població de fet de Montgreleix era de 56 persones. Hi havia 20 famílies de les quals 4 eren unipersonals (4 homes vivint sols), 8 parelles amb fills i 8 famílies monoparentals amb fills.
La població ha evolucionat segons el següent gràfic:
Habitants censats

### Habitatges
El 2007 hi havia 83 habitatges, 25 eren l'habitatge principal de la família, 48 eren segones residències i 10 estaven desocupats. 69 eren cases i 9 eren apartaments. Dels 25 habitatges principals, 18 estaven ocupats pels seus propietaris, 5 estaven llogats i ocupats pels llogaters i 2 estaven cedits a títol gratuït; 2 tenien dues cambres, 7 en tenien tres, 6 en tenien quatre i 10 en tenien cinc o més. 10 habitatges disposaven pel capbaix d'una plaça de pàrquing. A 17 habitatges hi havia un automòbil i a 4 n'hi havia dos o més.

### Piràmide de població
La piràmide de població per edats i sexe el 2009 era:
| Homes | Edats   | Dones |
| ----- | ------- | ----- |
| 0     | 95 o +  | 0     |
| 0     | 90 a 94 | 0     |
| 0     | 85 a 89 | 0     |
| 0     | 80 a 84 | 1     |
| 2     | 75 a 79 | 1     |
| 1     | 70 a 74 | 1     |
| 7     | 65 a 69 | 2     |
| 3     | 60 a 64 | 5     |
| 2     | 55 a 59 | 2     |
| 4     | 50 a 54 | 2     |
| 1     | 45 a 49 | 1     |
| 2     | 40 a 44 | 2     |
| 6     | 35 a 39 | 2     |
| 1     | 30 a 34 | 1     |
| 3     | 25 a 29 | 1     |
| 1     | 20 a 24 | 2     |
| 5     | 15 a 19 | 1     |
| 1     | 10 a 14 | 2     |
| 1     | 5 a 9   | 0     |
| 0     | 0 a 4   | 1     |

## Economia
El 2007 la població en edat de treballar era de 36 persones, 26 eren actives i 10 eren inactives. De les 26 persones actives 25 estaven ocupades (17 homes i 8 dones) i 1 aturada (1 home). De les 10 persones inactives 6 estaven jubilades, 1 estava estudiant i 3 estaven classificades com a «altres inactius».
Activitats econòmiques
Dels 4 establiments que hi havia el 2007, 1 era d'una empresa de construcció, 1 d'una empresa de comerç i reparació d'automòbils i 2 d'empreses d'hostatgeria i restauració.
L'any 2000 a Montgreleix hi havia 12 explotacions agrícoles que ocupaven un total de 744 hectàrees.

## Poblacions més properes
El següent diagrama mostra les poblacions més properes.